# 佐賀県立伊万里農林高等学校
佐賀県立伊万里農林高等学校（さがけんりつ いまりのうりんこうとうがっこう）は、かつて佐賀県伊万里市二里町大里乙にあった県立農業高等学校。通称は「伊農」（いのう）または「農林」。

## 概要
歴史
1917年（大正6年）に「西松浦郡立西松浦農学校」(実業学校)として創立。数回の改編・改称を経て、現校名になったのは1952年（昭和27年）。2017年（平成29年）に創立100周年を迎えた。佐賀県の県立高校再編により、2019年（平成31年）4月に佐賀県立伊万里商業高等学校と統合され、佐賀県立伊万里実業高等学校が設置された。2018年（平成30年）4月に入学した生徒が卒業する2021年（令和3年）3月末をもって閉校となり、104年の歴史に幕を閉じた。なお、閉校後も、校舎と校地は「佐賀県立伊万里実業高等学校 農林キャンパス」として使用が継続される。
設置学科
全日制課程 3学科（2019年（平成31年）4月に募集を停止）
- 森林工学科
- 食品化学科
- 生物科学科

綱領（校訓・校領）
初代校長の江口圓次郎によって制定された五か条。
- 第一条 至誠一貫、いやしくも表裏の行為あるべからず。
- 第二条 勇気を養い、忍耐を重んじ、もって勤労の習慣を養成すべし。
- 第三条 自治自動の精神を発揮し、敢為進取の気象を養成すべし。
- 第四条 倹素身を持し、協同事に従い、常に規律を遵守すべし。
- 第五条 衛生を重んじ、運動を励み、もって心身を鍛錬すべし。

校章
校名の「伊」（上）・「髙」（中央）・「農」（下）の文字を稲穂で取り囲むデザインとなっている。
校歌
作詞は宮川文平、作曲は藤沢紫朗による。歌詞中に「伊万里」が登場する。
制服
- 冬服 - 男子は詰襟、女子は濃水色ブレザー（赤いリボン）。
- 夏服 - 男子・女子ともに開襟シャツ

進路
進学 28.9%、就職 66.4%、その他 1.3%
入試
偏差値は高くないが、志願倍率は高い。

## 沿革
- 1917年（大正6年）4月16日 - 「西松浦郡立西松浦農学校」が創立。
- 1923年（大正12年）4月1日 - 県に移管され、「佐賀県立西松浦農学校」となる。
- 1929年（昭和4年）3月22日 - 養蚕専修科設置認可、4月30日開科。
- 1937年（昭和12年）4月1日 - 「佐賀県立伊万里農学校」と改称。
  - 入学資格を小学校高等科卒業とし、養蚕専修科を廃止。
- 1939年（昭和14年）4月1日 - 「佐賀県立伊万里農林学校」と改称。林業科設置。
- 1944年（昭和19年）3月31日 - 畜産科を設置。
- 1948年（昭和23年）4月1日 - 学制改革により、「佐賀県立伊万里農業高等学校」となる。
  - 全日制課程は農業科・林業科・畜産科、定時制課程は農業科を設置。同時に女子農業別科（1年制）を新設。
- 1951年（昭和26年）3月31日 - 女子農業別科廃止。
- 1952年（昭和27年）4月1日 - 「佐賀県立伊万里農林高等学校」（現校名）に改称。農村家庭科を設置。
- 1967年（昭和42年）4月1日 - 農村家庭科を生活科に改称。
- 1982年（昭和57年）4月1日 - 定時制課程農業科の生徒募集を停止。
- 1985年（昭和60年）3月2日 - 定時制課程農業科閉校記念式典を挙行。
- 1988年（昭和63年）4月1日 - 食品化学科を設置、生活科を生活文化科と改称。
- 1992年（平成4年）4月1日 - 学科改編により、農業科と畜産科を統合し生物生産科とする。林業科を森林工学科に改称。
- 2004年（平成16年）4月1日 - 生活文化科の募集を停止。
- 2009年（平成21年） - 第91回全国高等学校野球選手権大会の佐賀県大会決勝で、佐賀商業に勝って春夏通じて初めての甲子園出場を決めた。
  - 選手権出場は伊万里市内の高校としては初めて。吉永圭太主将が県勢初の選手宣誓を務めた。選抜は伊万里商業が先に出場済み。
- 2019年（平成31年）4月1日 - 佐賀県立伊万里商業高等学校との統合により、「佐賀県立伊万里実業高等学校」が設置される。
  - 2018年（平成30年）度入学生が卒業するまで、伊万里農林高等学校は存続されることとなる。
  - 生物生産科・商品化学科・森林工学科（伊万里農林高校として）の募集を停止。
- 2021年（令和3年）
  - 3月1日 - 最後の卒業式および閉校式を挙行[1]。
  - 3月31日 - 閉校。104年の歴史に幕をとじる。閉校後も「佐賀県立伊万里実業高等学校 農林キャンパス」として使用が継続される。

## 部活動
運動部
- 野球部
- カヌー部
- 卓球部
- ソフトテニス部
- バスケットボール部
- 剣道部
- 陸上部
- バレーボール部

文化部
- 茶華道部
- 美術部
- パソコン部
- ボランティア部
- 家庭科部
- 太鼓部（至誠龍神）

農業クラブ
- 生物生産科 - 野菜部、果樹部、草花部、作物部、畜産部
- 食品化学科 - 応用微生物部、農産製造部、畜産製造部、食品化学部
- 森林工学科 - 林業部、木材加工部、土木部、測量部

## 著名な卒業生
- 友広郁洋 - 元長崎県松浦市長
- 吉田聖弥 - 野球選手

## 交通
最寄りの鉄道駅
- 松浦鉄道（MR）「川東駅」

最寄りのバス停留所
- 西肥バス「伊万里農林高校前」バス停

最寄りの幹線道路
- 国道204号 「川西」交差点

## 周辺
- 有田川
- 伊万里市立国見中学校
- 伊万里市立二里小学校

## 参考資料
1. 1 2  「伊万里農林高校で閉校式104年の歴史に幕【佐賀県】 」- サガテレビ 2021年（令和3年）3月1日